# Sé (metropolitana di San Paolo)
Sé (Estação Sé in portoghese) è una stazione d'interscambio della metropolitana di San Paolo tra la linea 1 e la linea 3. Situata sotto Praça da Sé, il cuore della metropoli brasiliana, nei pressi della Cattedrale metropolitana di San Paolo, è la stazione centrale della rete metropolitana paulista nonché quella più trafficata.

## Storia
La stazione fu aperta al traffico il 17 febbraio 1978.